# Восточный парк (Каракас)
Восточный парк, официально Парк Генералиссимуса Франсиско Миранда, в честь венесуэльского национального героя, является государственным парком культуры и отдыха. Расположен в Сукре, муниципалитет Каракаса в Венесуэле. Открыт в 1961 году, является одним из самых важных и популярных парков в городе, площадью в 82 гектара. Парк был спроектирован по проекту Роберто Бурле-Маркса вместе с Фернандо Табора и Джоном Стоддартом.
Парк расположен рядом с станцией Миранда (бывшая Восточный Парк) на линии 1 Каракасского метро. Восточный парк находится в ведении Национального Института Парков (INPARQUES), агентство при Министерстве народной власти по охране окружающей среды.
Парк делится на три тематические зоны: открытое поле с нежным и волнистым пейзажем, густой лес с извилистыми тропами и серия из мощёных садов с мозаикой и инсталляций из воды.